# Capo-scaglione
Capo-scaglione è un termine utilizzato in araldica per indicare l'unione di un capo e di uno scaglione quando ambedue le pezze sono dello stesso smalto.
Taluni araldisti usano il termine capo-capriolo.

D'oro, al capo-scaglione di rosso